# 아니발 루이스
아니발 루이스 레이테스(스페인어: Aníbal Ruiz Leites; 1942년 12월 30일, 살토 주 살토 ~ 2017년 3월 10일, 베라크루스 주 베라크루스)는 우루과이의 축구 감독이다.

## 최후
2017년 3월 10일, 푸에블로에서 호세 카르도소 감독의 수석 코치로 보좌하던 루이스는 베라크루스의 루이스 피라타 푸엔테 경기장에서 선수단 훈련 도중 쓰러졌다. 루이스는 인근 병원으로 후송되었지만, 심근경색으로 영면에 들었다.